# Aphonoides bicolor
Aphonoides bicolor är en insektsart som beskrevs av Lucien Chopard 1951. Aphonoides bicolor ingår i släktet Aphonoides och familjen syrsor. Inga underarter finns listade i Catalogue of Life.